# David Wigg-Wolf
David Wigg-Wolf, auch David G. Wigg (* 1956), ist ein britischer Numismatiker.

## Werdegang

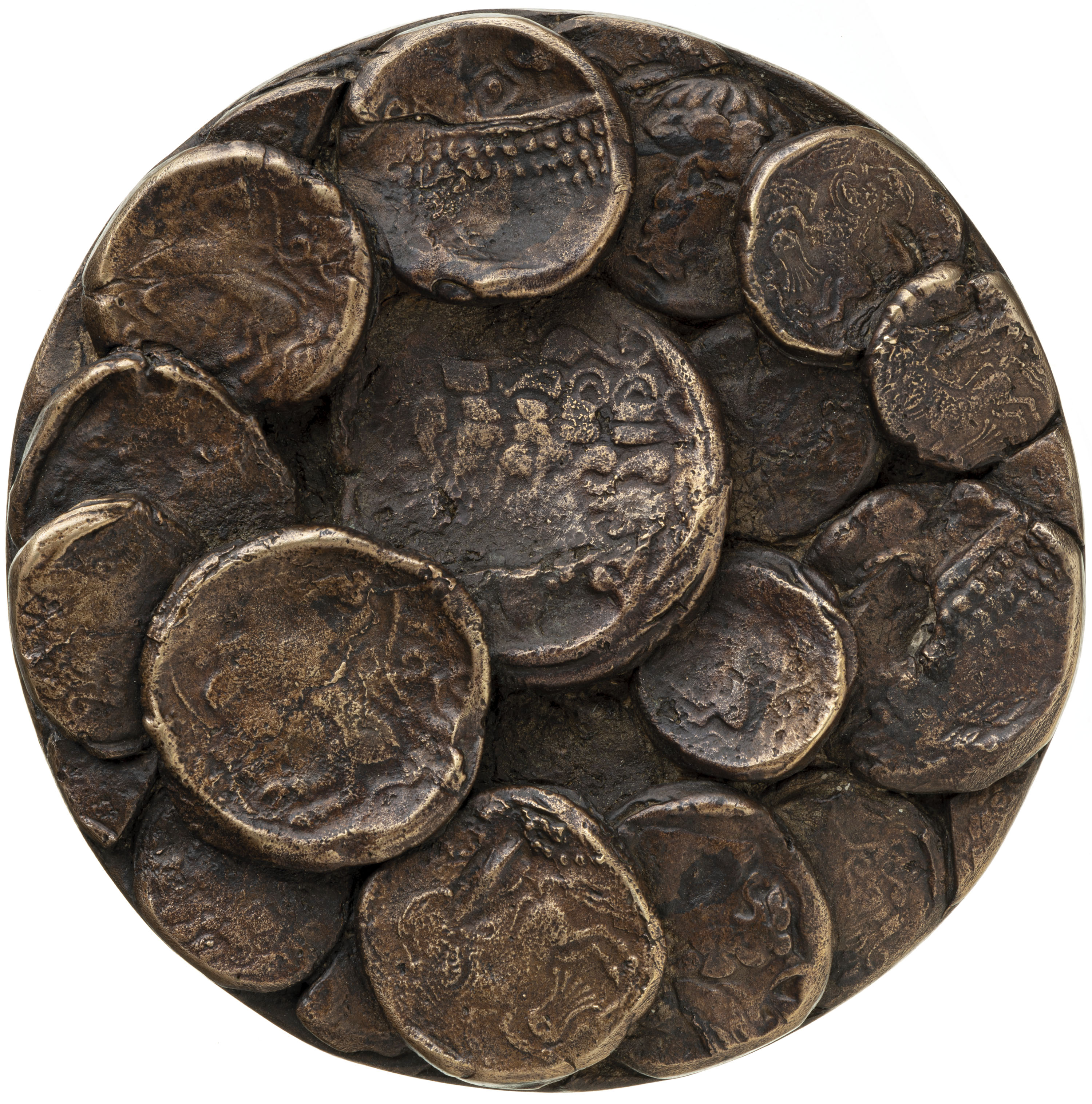
Rückseite der Medaille mit keltischen Münzen in vergrößerter Darstellung, die sich detailreich und plastisch übereinander- und nebeneinanderlegen.

David Wigg-Wolf studierte am Oriel College der University of Oxford, wo er 1986 mit der Arbeit zu „The Circulation of Bronze Coinage in N. Gaul in the Mid-fourth Century A.D.: the Numismatic Evidence for the Usurpation of Magnentius and its Aftermath“ promoviert wurde. 1982 ging er mit einem Stipendium des DAAD an die Universität Frankfurt. 1984/85 arbeitete er als wissenschaftlicher Mitarbeiter beim DFG-Langzeitprojekt „Fundmünzen der römischen Zeit in Deutschland“ (FMRD), das dann 1986 in das Akademieprojekt „Fundmünzen der Antike“ (FRMD/SFMA) bei der Akademie der Wissenschaften und der Literatur in Mainz umgewandelt wurde. Dort arbeitete er bis 2008 als wissenschaftlicher Mitarbeiter. Im Jahr 2003 wurde David Wigg-Wolf als Fellow in die Society of Antiquaries of London aufgenommen. Von Dezember 2008 bis zu seinem Ruhestand im September 2024 war er Wissenschaftlicher Mitarbeiter der Römisch-Germanische Kommission des Deutschen Archäologischen Instituts. Seit Dezember 2024 ist Wigg-Wolf Honorarprofessor (Honorary Professor) der Universität Leicester in der Abteilung School of Archaeology and Ancient History.

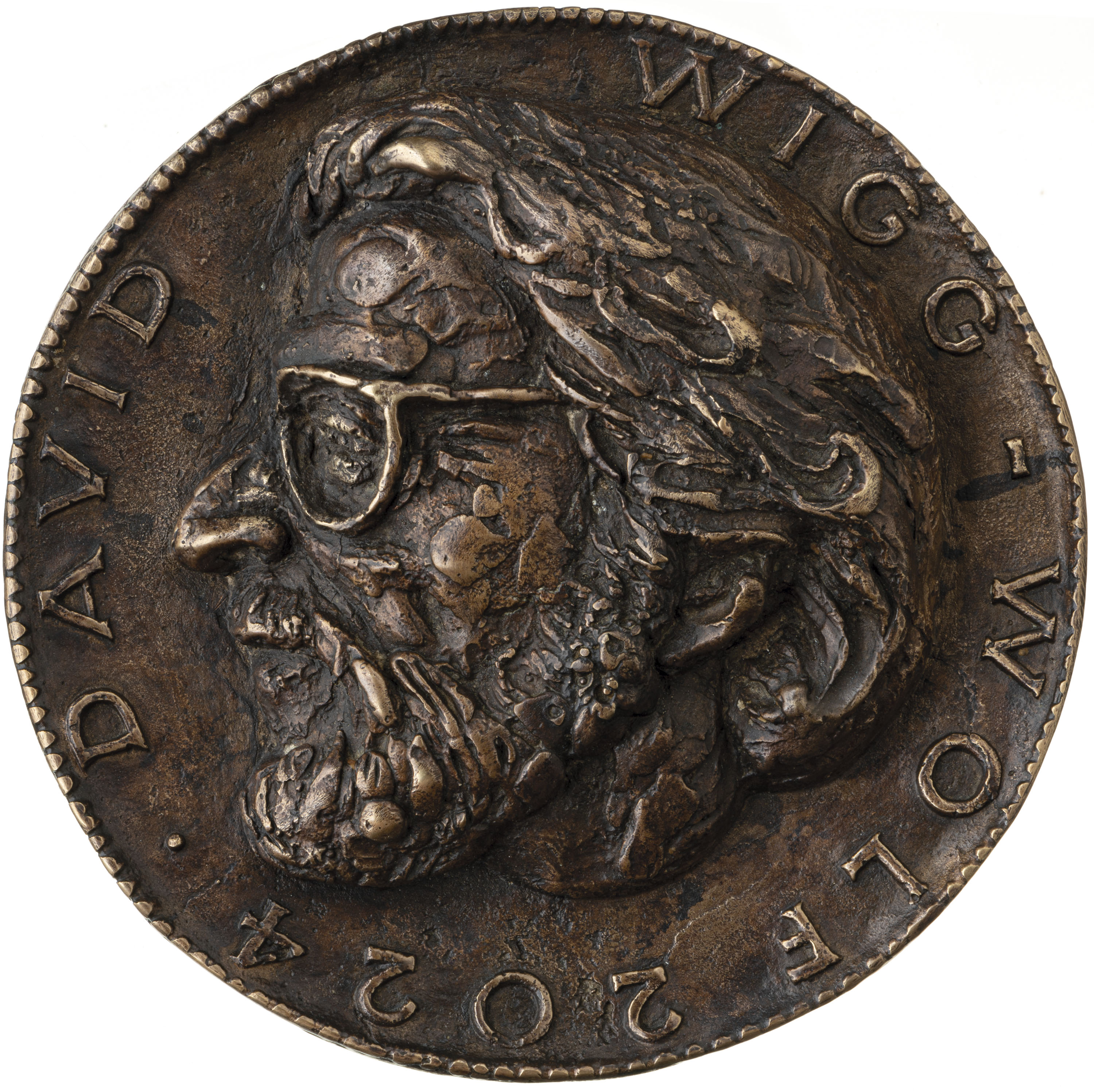
Vorderseite der Medaille auf David Wigg-Wolf, entworfen und gegossen von Rossen Andreev. Exemplar aus dem Münzkabinett Berlin, Objektnummer 18314264.

Seit 2011 arbeitet Wigg-Wolf eng mit dem Linked-Open-Data-Projekt der American Numismatic Society (ANS), das von Andrew Meadows und Sebastian Heath initiiert und inzwischen von Ethan Gruber weiterentwickelt wird, zusammen und ist heute Mitglied im wissenschaftlichen Ausschuss von nomisma.org.
Darüber hinaus trägt Wigg-Wolf als Mitvorsitzender der DARIAH-EU Digital Numismatics Working Group und Initiator des European Coin Find Network (ECFN) maßgeblich dazu bei, die Zusammenarbeit und den Dialog zwischen Institutionen zu fördern, die sich besonders mit digitalen Aspekten von Münzfunden beschäftigen.

## Forschung
Wigg-Wolfs Forschungsschwerpunkte sind insbesondere die keltischen Münzprägungen in Westeuropa sowie den Münzprägungen der Römischen Kaiserzeit und der Völkerwanderungszeit in Nord- und Mitteleuropa. Hervorgehoben wird dabei stets die Bedeutung von Münzfunden für das Verständnis der antiken Welt, wobei numismatische Erkenntnisse eng mit archäologischen Ergebnissen verknüpft wurden.
Daneben gilt David Wigg-Wolf als einer der Pioniere der digitalen Numismatik, der die computergestützte Forschung in diesem Fach entscheidend mitgeprägt hat. Zusammen mit dem Big Data Lab der Universität Frankfurt hat er die Datenbank „Antike Fundmünzen in Europa (AFE-RGK)“ entwickelt, die von der Römisch-Germanische Kommission des Deutschen Archäologischen Instituts, der Universität Warschau (AFE-PL), der Universität Heidelberg (AFE4HD) und der Eötvös-Loránd-Universität (AFE-HU) Budapest genutzt wird. Mit AFE werden Fundmünzdaten online verfügbar gemacht und mit anderen offenen Systemen verknüpft.

## Ehrungen
Zu Wigg-Wolfs Ruhestand im September 2024 stifteten mehrere Kolleginnen und Kollegen eine Portraitmedaille, die von dem renommierten Hallenser Medailleur Rossen Andreev entworfen und in Bronze gegossen wurde. Die Rückseite zeigt vergrößerte keltische Münzen, die in der Art eines Münzhaufens dargestellt sind.

## Veröffentlichungen
- Münzumlauf in Nordgallien um die Mitte des 4. Jahrhunderts n. Chr. Numismatische Zeugnisse für die Usurpation des Magnentius und die damit verbundenen Germaneneinfälle (= Studien zu Fundmünzen der Antike 8). Gebr. Mann, Berlin 1991, ISBN 3-7861-1595-8 (Dissertation).
- mit Cathy E. King (Hrsg.): Coin Finds and Coin Use in the Roman World. The Thirteenth Oxford Symposium of Coinage and Monetary History, 25–27 March 1993 (= Studien zu Fundmünzen der Antike 10). Gebr. Mann, Berlin 1996.
- mit Jeannot Metzler (Hrsg.): Die Kelten und Rom. Neue numismatische Forschungen (= Studien zu Fundmünzen der Antike 19). Zabern, Mainz 2005, ISBN 3-8053-3577-6.
- Die Fundmünzen der römischen Zeit in Deutschland, Abteilung 4, Rheinland-Pfalz. Band 4: Koblenz: Der Martberg bei Pommern (ehem. Kreis Cochem). 2 Teilbände, Gebr. Mann, Berlin 2015, ISBN 3-8053-3573-3 (Teilband 1) und ISBN 978-3-7749-3984-4 (Teilband 2).
- mit Colin Haselgrove (Hrsg.): Iron age coinage and ritual practices (= Studien zu Fundmünzen der Antike 20). Zabern, Mainz 2005, ISBN 3-8053-3491-5.
- mit Claudia Nickel, Martin Thoma: Martberg: Heiligtum und Oppidum der Treverer (= Berichte zur Archäologie an Mittelrhein und Mosel Bd. 14). Koblenz 2008.
- mit Thomas G. Schattner, Dieter Vieweger (Hrsg.): Kontinuität und Diskontinuität, Prozesse der Romanisierung. Fallstudien zwischen Iberischer Halbinsel und Vorderem Orient. Ergebnisse der gemeinsamen Treffen der Arbeitsgruppen >Kontinuität und Diskontinuität: Lokale Traditionen und römische Herrschaft im Wandel, und ,Geld eint, Geld trennt< (2013–2017). Verlag Marie Leidorf, Rahden/Westf. 2019, ISBN 978-3-86757-397-9.